# Silas Atopare

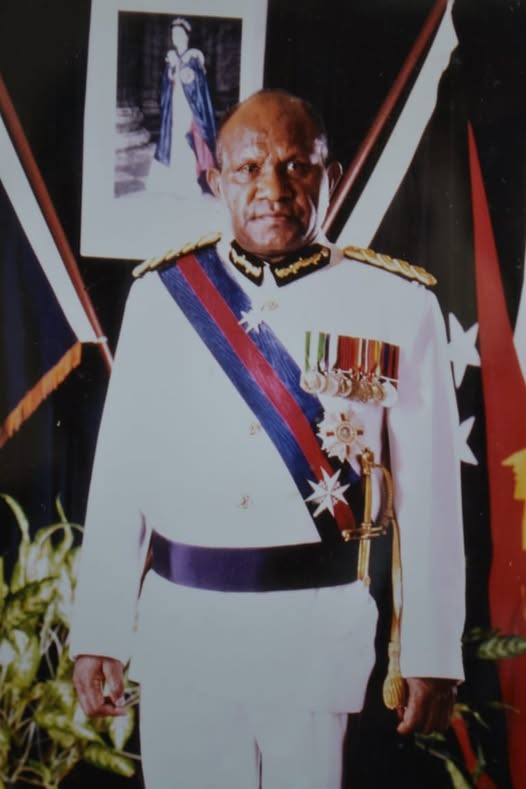
Atopare (zw. 1997 und 2003)

Sir Silas Atopare, GCL, GCMG (* 1951 in Kabiufa, Papua-Neuguinea; † 16. September 2021 in Goroka, Papua-Neuguinea) war vom 20. November 1997 bis zum 21. November 2003 Generalgouverneur von Papua-Neuguinea. 
Für seine Verdienste wurde er 1998 von Königin Elisabeth II. zum Knight Grand Cross des Order of St. Michael and St. George ernannt. Silas Atopare war Siebenten-Tags-Adventist.